# Az emberi méltóság védelme

## Fogalma
Minden ember jogképes, minden embert megillet egy sajátos rang: az emberi méltóság, mely alapján minden ember követelheti a rangnak kijáró tiszteletet, tehát az emberi méltóságának elismerését. A személyhez fűződő jogok védik ezt az emberi méltóságot, és szankcionálják azt, aki nem adja meg a minimális tiszteletet, elismerést a másik embernek, amely emberi mivoltánál fogva megilleti.

## Tartalma
Olyan minimális elismertséghez való jogról van szó, mely biztosítja, hogy emberi mivoltát senki ne vonhassa kétségbe, a tiszteletet megkövetelhesse.
A magyar Alkotmánybíróság 64/1991-es határozata szerint: 
„Az emberi méltósághoz való jog azt jelenti, hogy van az egyén autonómiájának, önrendelkezésének egy olyan mindenki más rendelkezése alól kivont magja, amelynél fogva az ember alany marad és nem válik eszközzé vagy tárggyá. A méltósághoz való jognak ez a felfogása különbözteti meg az embert a jogi személyektől…”
Az emberi méltósághoz való jog egyfajta „anyajog”, a bíróságok, hatóságok minden esetben hivatkozhatnak rá az egyén védelmében, ha nincs olyan nevesített alapjog, mely az emberi méltóságot kifejezné.
Az emberi méltósághoz való jog több részterületből áll, melyek egyenként korlátozhatóak, megfelelő garanciákkal, törvényi szabályokkal körbebástyázva. Legfontosabb részterületei:
- önazonossághoz való jog
- önrendelkezéshez való jog
- cselekvési szabadság
- magánszféra védelme
- szociális biztonsághoz való jog, mint a megélhetési minimum állami biztosítása (senkit nem hagyhat az állam éhen halni, mert az ellentétes az ember méltóságával).